# Сосновка (Симферопольский район)

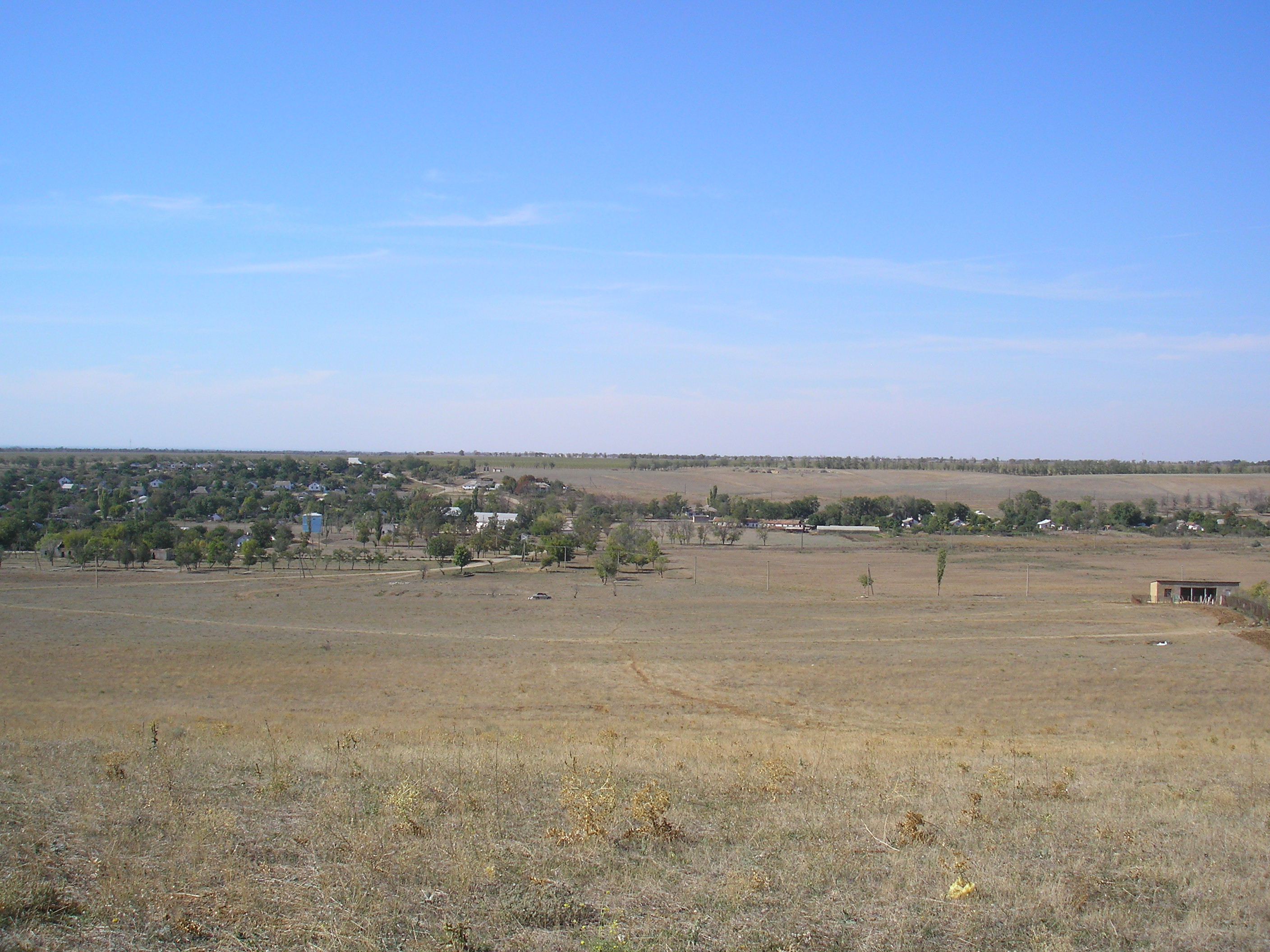
Восточная часть Равнополья — бывшая Сосновка.

Сосно́вка (до 1948 года Джавджуре́к; укр. Соснівка, крымскотат. Cav Cürek, Джав Джурек) — упразднённое село в Симферопольском районе Крыма, присоединённое к Равнополью.

## История
Первое документальное упоминание села встречается в Камеральном Описании Крыма… 1784 года, судя по которому, в последний период Крымского ханства Кырымдже входил в Бакче-сарайский кадылык бакчи-сарайскаго каймаканства. После присоединения Крыма к России (8) 19 апреля 1783 года, (8) 19 февраля 1784 года, именным указом Екатерины II сенату, на территории бывшего Крымского Ханства была образована Таврическая область и деревня была приписана к Симферопольскому уезду. С началом Русско-турецкой войной 1787—1791 годов, в феврале 1788 года производилось выселение крымских татар из прибрежных селений во внутренние районы полуострова, в том числе и из Джавджурека. В конце войны, 14 августа 1791 года всем было разрешено вернуться на место прежнего жительства. После Павловских реформ, с 1796 по 1802 год, входила в Акмечетский уезд Новороссийской губернии. По новому административному делению, после создания 8 (20) октября 1802 года Таврической губернии, Джавджурек был включён в состав Актачинской волости Симферопольского уезда.
По Ведомости о всех селениях в Симферопольском уезде состоящих с показанием в которой волости сколько числом дворов и душ… от 9 октября 1805 года, в Джавджуреке в 31 дворе проживало 113 крымских татар, а земля принадлежала статскому советнику Мегмедчину. На военно-топографической карте генерал-майора Мухина 1817 года деревня Отар или Джав джурек обозначена с 33 дворами. После реформы 1829 года деревню, согласно «Ведомости о казённых волостях Таврической губернии 1829 г», отнесли к Яшлавской волости. На карте 1836 года в деревне 34 дворов, как и на карте 1842 года.
В 1860-х годах, после земской реформы Александра II, деревню отнесли в состав Сарабузской волости. В «Списке населённых мест Таврической губернии по состоянию на 1864 год», по результатам VIII ревизии, в татарской деревне Джавджурек записан 31 двор, 227 жителей, мечеть, водяная мельница и отмечено, что селение лежит на просёлочной дороге из Евпатории в Бахчисарай. На трёхверстовой карте 1865—1876 года в деревне 40 дворов. По результатам Х ревизии 1887 года, собранным в «Памятной книге Таврической губернии 1889 года», в Джав-Джуреке в 60 дворах числилось 251 душа обоего пола.
После земской реформы 1890-х годов деревню передали в состав новой Булганакской волости. По «…Памятной книжке Таврической губернии на 1892 год» в деревне Джавджурек, входившей Эскендерское сельское общество, числилось 220 жителей в 46 домохозяйствах. На карте 1892 года в деревне 20 дворов с крымскотатарским населением). По «…Памятной книжке Таврической губернии на 1902 год» в волости числилась деревня Джавджурек, без указания числа жителей и домохозяйств — видимо, опустела вследствие эмиграции крымских татар в Турцию. Позже, как деревня, в списках не фигурирует: по Статистическому справочнику Таврической губернии. Ч.II-я. Статистический очерк, выпуск шестой Симферопольский уезд, 1915 год, в Булганакской волости Симферопольского уезда числилось 3 имения «Джавджурек»: — Шнейдера Фр. Фр., Гайзера Хр. Георг. и Лютиковых Пар. и Спир., все с 1 двором без жителей.
После установления в Крыму Советской власти, по постановлению Крымревкома от 8 января 1921 года была упразднена волостная система и село включили в состав вновь созданного Подгородне-Петровского района Симферопольского уезда, а в 1922 году уезды получили название округов. 11 октября 1923 года, согласно постановлению ВЦИК, в административное деление Крымской АССР были внесены изменения, в результате которых был ликвидирован Подгородне-Петровский район и образован Симферопольский и село включили в его состав. Согласно Списку населённых пунктов Крымской АССР по Всесоюзной переписи 17 декабря 1926 года, в селе Джавджурек, Булганакского сельсовета (в котором село состояло всю дальнейшую историю) Симферопольского района, числилось 26 дворов, все крестьянские, население составляло 146 человек, из них 59 немцев, 46 русских, 33 украинца, 8 чехов. Постановлением президиума КрымЦИК от 26 января 1935 года «Об образовании новой административной территориальной сети Крымской АССР» был создан Сакский район и Джавджурек, в составе сельсовета, отнесли к новому району. Вскоре после начала Великой Отечественной войны, в соответствии с указом от 28 августа 1941 года, крымские немцы были выселены, сначала в Ставропольский край, а затем в Сибирь и северный Казахстан.
После освобождения Крыма, в Отечественную войну, 12 августа 1944 года было принято постановление № ГОКО-6372с «О переселении колхозников в районы Крыма» по которому в район планировалось переселить 6000 колхозников и в сентябре 1944 года в район приехали первые новосёлы (2146 семей) из Орловской и Брянской областей РСФСР, а в начале 1950-х годов последовала вторая волна переселенцев из различных областей Украины. С 25 июня 1946 года Джавджурек в составе Крымской области РСФСР. 18 мая 1948 года, указом Президиума Верховного Совета РСФСР, Джавджурек переименовали в Сосновку. 26 апреля 1954 года Крымская область была передана из состава РСФСР в состав УССР.
Указом Президиума Верховного Совета УССР «Об укрупнении сельских районов Крымской области», от 30 декабря 1962 года Сосновку присоединили к Бахчисарайскому району, а с 1 января 1965 года, указом Президиума ВС УССР «О внесении изменений в административное районирование УССР — по Крымской области», включили в состав Симферопольского. К 1968 году Сосновку присоединили к Равнополью (согласно справочнику «Крымская область. Административно-территориальное деление на 1 января 1968 года» — в период с 1954 по 1968 годы).

## Динамика населения
| - 1805 год — 113 чел. - 1864 год — 227 чел. - 1889 год — 251 чел. | - 1892 год — 220 чел. - 1900 год — 0 чел. - 1926 год — 146 чел. |